# Ljudemisl
Ljudemisl ili Ljutomisl je bio knez Primorske Hrvatske.

## Životopis
U Katalogu knezova i kraljeva Dalmacije i Hrvatske spominje se Ljudemisl kao knez (dux).
Fuldski ljetopisi (Annales Fuldenses) navodi kako je Ljudevit 823. pobjegao knezu Ljudemislu in Dalmatas (među Dalmatima). Iz ovoga neki zaključuju da je Ljudemisl vladao samo Dalmacijom, ali ne i Liburnijom. Ljudemisl je bio ujak kneza Borne. Podmićen od Franaka dao je iste godine Ljudevita ubiti.

### Knjige
- Mužić, Ivan. 2011. Hrvatska povijest devetoga stoljeća. 3 izdanje. Muzej hrvatskih arheoloških spomenika. Split.
- Knezović, Oton. 1937. Hrvatska povijest od najstarijeg doba do godine 1918. Jeronimska knjižnica. Zagreb.
- Gavranić, Pero. 1895. Politička povjest hrvatskoga naroda od prvog početka do danas. Štamparija i litografija C. Albrechta. Zagreb.

### Mrežna sjedišta
- Ljudevit Posavski. Hrvatska enciklopedija LZMK. Pristupljeno 10. travnja 2025.

| Vladarske titule     | Vladarske titule                           | Vladarske titule  |
| -------------------- | ------------------------------------------ | ----------------- |
| prethodnik Vladislav | knezovi Primorske Hrvatske 823. – oko 835. | nasljednik Mislav |